# Back in the U.S.A. (Chuck Berry)
Back in the U.S.A. è un brano musicale del cantante/compositore statunitense Chuck Berry, pubblicato come singolo nel 1959 dalla Chess Records, e successivamente incluso nell'album del 1962 Chuck Berry Twist. Il testo del brano fu scritto da Berry al ritorno da una tournée in Australia, ed esprime la sua gioia di essere tornato a casa, negli Stati Uniti.

## Tracce singolo
Chess 1729
1. Back in the U.S.A. - 2:26
2. Memphis, Tennessee - 2:12

## Musicisti
- Chuck Berry: chitarra, voce
- Johnnie Johnson: pianoforte
- Willie Dixon: basso
- Fred Below: batteria
- Etta James & The Marquees: coro

## Cover
La canzone è stata reinterpretata da numerosi artisti:
- Gli MC5 nel 1970 sul loro secondo album, intitolato proprio Back in the USA.
- Nel 1972, gli Edgar Winter's White Trash in versione live sull'album Roadwork.
- Jonathan Richman e i The Modern Lovers nel 1976 sul loro secondo album.
- Linda Ronstadt nel 1978 sul suo album Living in the USA. Inoltre la Ronstadt eseguì la canzone con Berry e Keith Richards durante il film-concerto Hail! Hail! Rock 'n' Roll del 1987.[1]
- Gene Summers nel 1983 nell'album Live In Scandinavia.
- Chris Robinson e Rich Robinson dei The Black Crowes eseguirono la canzone durante la cerimonia di ingresso di Berry nella Kennedy Center Honors nel 2000.

## Influenza culturale
Back in the USA è stata parodiata ed usata come fonte di ispirazione dai Beatles per la loro canzone Back in the U.S.S.R. presente nel doppio album del 1968  The Beatles (maggiormente conosciuto come White Album).